# Reklamiranje alkoholnih proizvoda
Oglašavanje alkoholnih proizvoda je reklamiranje alkoholnih proizvoda, koje spada u posebne slučajeve oglašavanja.
Reklamiranje alkoholnih pića je zbog zdravstvenih implikacija često ili zabranjeno ili ograničeno. U Srbiji postoji načelna zabrana oglašavanja alkoholnih pića, ali postoje i brojni izuzeci. Kada je dozvoljeno, oglašavanje alkoholnih pića mora da poštuje određena ograničenja koja se tiču oglasne platforme (medija) preko koje se pasira oglasna poruka, sadrđine oglasne poruke, postojanja upozoravajuće poruke itd. Oglašavanje alkoholnih pića je u Srbiji uređeno Zakonom o oglašavanju, članovima od 46-49 i 67. 

## Oglašavanje alkoholnih pića
Dozvoljeno oglašavanje alkoholnih pića:
- oglašavanje alkoholnih pića sa procentom alkohola sa sadržajem alkohola ispod 20% u elektronskim medijima, bioskopima, pozorištima i drugim mestima gde se izvode predstave, osim ako su tematski namenjeni maloletnicima (u periodu od 18h-6h), u štampanim medijima (ako nisu tematski ili ciljno namenjeni deci),  na internetu, na javnom prostoru (ako je mesto oglašavanja udaljeno najmanje 100 metara vazdušnom linijom od najbliže tačke kompleksa predškolske, školske, zdravstvene ili ustanove namenjene maloletnicima), na sredstvima prevoza koja ne spadaju u kategoriju javnog prevoza (taksi, autobus, tramvaj itd.) i u vezi sa sportskim događajima;
- oglašavanje alkoholnih pića sa sadržajem alkohola iznad 20% je dozvoljeno u elektronskim medijima u periodu od 23h do 6h i u štampanim medijima osim ako ciljno ili tematski nisu namenjeni maloletnicima;
- isticanje alkoholnih pića, žiga ili druge oznake alkoholnog pića na prodajnom mestu, objavljivanje, kao i dostavljanje pojedinačno određenom punoletnom licu koje je prethodno dalo saglasnost za to, obaveštenja o kvalitetu i drugim svojstvima alkoholnog pića na prodajnom mestu, sajamskom štandu, u stručnim knjigama, časopisima i drugim stručnim publikacijama koje su namenjene isključivo proizvođačima ili prodavcima tih proizvoda, kao i korišćenje žiga ili druge oznake alkoholnog pića i proizvođača alkoholnog pića na sredstvima poslovne komunikacije i poslovne reprezentacije.

## Ograničenja u pogledu sadržine oglasne poruke koja preporučuje alkohol
Osim ograničenja u odnosu na platformu koja se koristi za oglašavanje, Zakon uređuje i sadržinu oglasne poruke, pa takva poruka ne sme da:
- navodi na prekomernu upotrebu alkoholnih pića, niti da prikazuje lica koja su pod dejstvom alkohola;
- navodi na to da je alkoholisano stanje prihvatljivo, niti da prikazuje uzdržavanje od pića ili umerenost u negativnom svetlu;
- posredno ili neposredno bude usmereno na decu ili maloletnike, niti da prikazuje decu ili maloletnike u kontekstu upotrebe alkoholnih pića;
- povezuje upotrebu alkoholnih pića sa poboljšanom fizičkom kondicijom niti vožnjom;
- navodi niti asocira na nasilno, agresivno, nezakonito, opasno ili drugo protivdruštveno ponašanje;
- upotrebu alkohola povezuje sa hrabrošću, niti da stvara utisak da upotreba alkoholnih pića doprinosi društvenom ili seksualnom uspehu;
- prikazuje trudnice, niti da povezuje trudnoću ili materinstvo sa upotrebom alkohola;
- povezuje njihovu upotrebu sa zdravim načinom života;
- ističe visok procenat alkohola kao pozitivno svojstvo alkoholnog pića;
- sadrži tvrdnju da alkoholno piće ima terapeutsko dejstvo ili da je stimulans, sedativ ili sredstvo za rešavanje konfliktnih situacija.

## Oglašavanje piva i vina
Zakon o oglašavanju iz 2006. godine je propisivao načelnu zabranu oglašavanja za alkoholna pića, a izuzetak je pravio samo kada se radilo o oglašavanju piva ili vina. Nakon donošenja novog Zakona 2016. godine, uvedena je podela na alkoholna pića ispod 20% (koja imaju nešto liberalniji režim oglašavanja, na primer pivo, vino, sajderi i sl.) i iznad 20% (koja imaju strožiji režim oglašavanja) i precizirano preko kojih platformi i na koji način je moguće oglašavanje alkoholnih pića.

## Sponzorstvo
Oglašivač alkoholnih pića ne može da bude sponzor sponzor medija, sportista, sportskih klubova, sportskih takmičenja, niti   pojedinaca, odnosno učesnika tih manifestacija sportista, sportskih klubova i sportskih takmičenja.
Ova zabrana se ne odnosi na oglašivača alkoholnih pića sa procentom alkohola ispod 20%.

## Plasiranje proizvoda koje se tiče alkoholnih pića
Plasiranje robe kao posebna oglasna tehnika u elektronskim medijima koja podrazumeva mešanje programskog sadržaja sa oglašavanjem, je načelno dozvoljena i za alkoholna pića, ali samo uz poštovanje svih ograničenja u oglašavanju ove kategorije proizvoda.  

## Upozoravajuća poruka
Oglasna poruka (i sponzorstvo) koja preporučuje alkoholno piće mora da ima upozoravajuću poruku koja sadrži obaveštenje o zabrani prodaje i služenja alkohola maloletnicima (lica od 12 do 18 godina) i deci (lica do 12 godina), kao i napomenu o neophodnosti odgovornog konzumiranja.